# كانتون تسوغ
كانتون تسوغ هو واحد من كانتونات سويسرا.